# 钟形帽

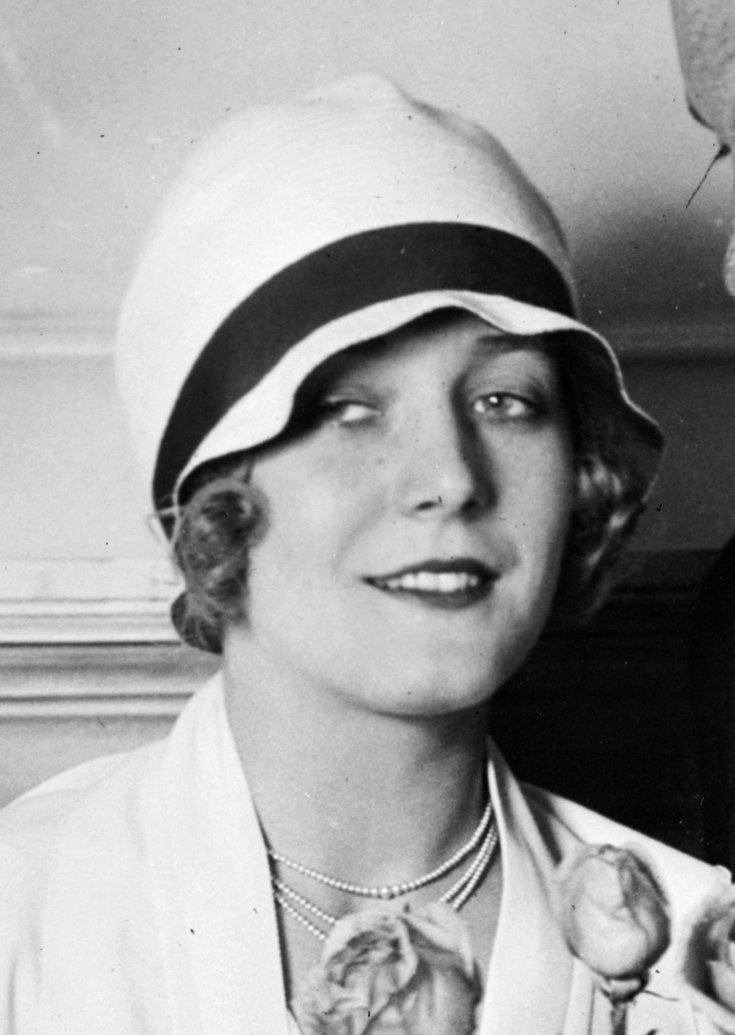
1927年戴着钟形帽的默片影星维尔玛·班基

钟形帽（英語：Cloche hat）是一种钟形的女帽，1920年代至1933年流行于美国。由法国设计师卡罗琳·瑞邦（Caroline Reboux）在1908年发明。其名称来自法语单词“Cloche”，意为“鐘” 。
20世纪早期钟形帽的知名度和影响力达到了顶峰，一些女装工作室（如简奴·朗万和爱德华·莫利纽克斯）开始制造这种帽子，其造型也与他们的服装设计相搭配。钟形帽甚至导致一种新发型的流行，这种发型很适合搭配钟形帽的外形。